# Novoouralsk
Novoouralsk (en russe : Новоуральск) est une ville fermée de l'oblast de Sverdlovsk, en Russie. Sa population s'élevait à 83 623 habitants en 2013.

## Géographie
Novoouralsk est située sur le versant asiatique de l'Oural et est arrosée par la rivière Bunarka. Elle se trouve à 54 km — 67 km par la route — au nord-ouest de Iekaterinbourg.

## Histoire
Novoouralsk a été fondée en 1941 sous la forme d'un complexe industriel baptisé Sverdlovsk-44. En 1946, cette ville fermée devient le site d'une installation nucléaire nommée Combinat électrochimique de l'Oural (en russe : Уральский электрохимический комбинат, Ouralski elektrokhimitcheski kombinat), pour la production d'uranium hautement enrichi destiné aux armes atomiques. La ville n'a figuré sur aucune carte jusqu'en 1994. Après la dislocation de l'Union soviétique, le combinat est resté en activité, si bien que la ville a conservé son statut de ville fermée.
En juillet 2016, plus de 20 diplomates allemands, chinois, israéliens et japonais ont visité l'usine d'enrichissement d'uranium de Novoouralsk[réf. souhaitée].

## Population
Recensements (*) ou estimations de la population
| 2002*  | 2010*  | 2012   | 2013   | 2014 |
| ------ | ------ | ------ | ------ | ---- |
| 95 414 | 85 522 | 84 352 | 83 623 | -    |

## Sports
Le complexe municipal Concerts et Sports a été inauguré en 1998, il s'agit d'une installation moderne avec une patinoire et un terrain de hockey. Il peut être utilisé comme stade ou terrain de concert avec des sièges pour 1270 personnes.
Le championnat de bateaux à voile "Yava Trophy" se tient à Novouralsk tous les quatre ans.